# جوشوا جاكسون
جوشوا جاكسون (بالإنجليزية: Joshua Jackson)‏ (و. 1978  م) هو ممثل أفلام، ومؤدي أصوات، وممثل تلفزي، وممثل مسرحي، من كندا، ولد في فانكوفر.

## وصلات خارجية
- جوشوا جاكسون على موقع IMDb (الإنجليزية)
- جوشوا جاكسون على موقع ميتاكريتيك (الإنجليزية)
- جوشوا جاكسون على موقع روتن توميتوز (الإنجليزية)
- جوشوا جاكسون على موقع ألو سيني (الفرنسية)
- جوشوا جاكسون على موقع تيرنر كلاسيك موفيز (الإنجليزية)
- جوشوا جاكسون على موقع أول موفي (الإنجليزية)
- جوشوا جاكسون على موقع قاعدة بيانات برودواي على الإنترنت (الإنجليزية)
- جوشوا جاكسون على موقع قاعدة بيانات برودواي على الإنترنت (الإنجليزية)
- جوشوا جاكسون على موقع قاعدة بيانات الأفلام السويدية (السويدية)
- جوشوا جاكسون على موقع إن إن دي بي (الإنجليزية)